# Polidoro de Rodes

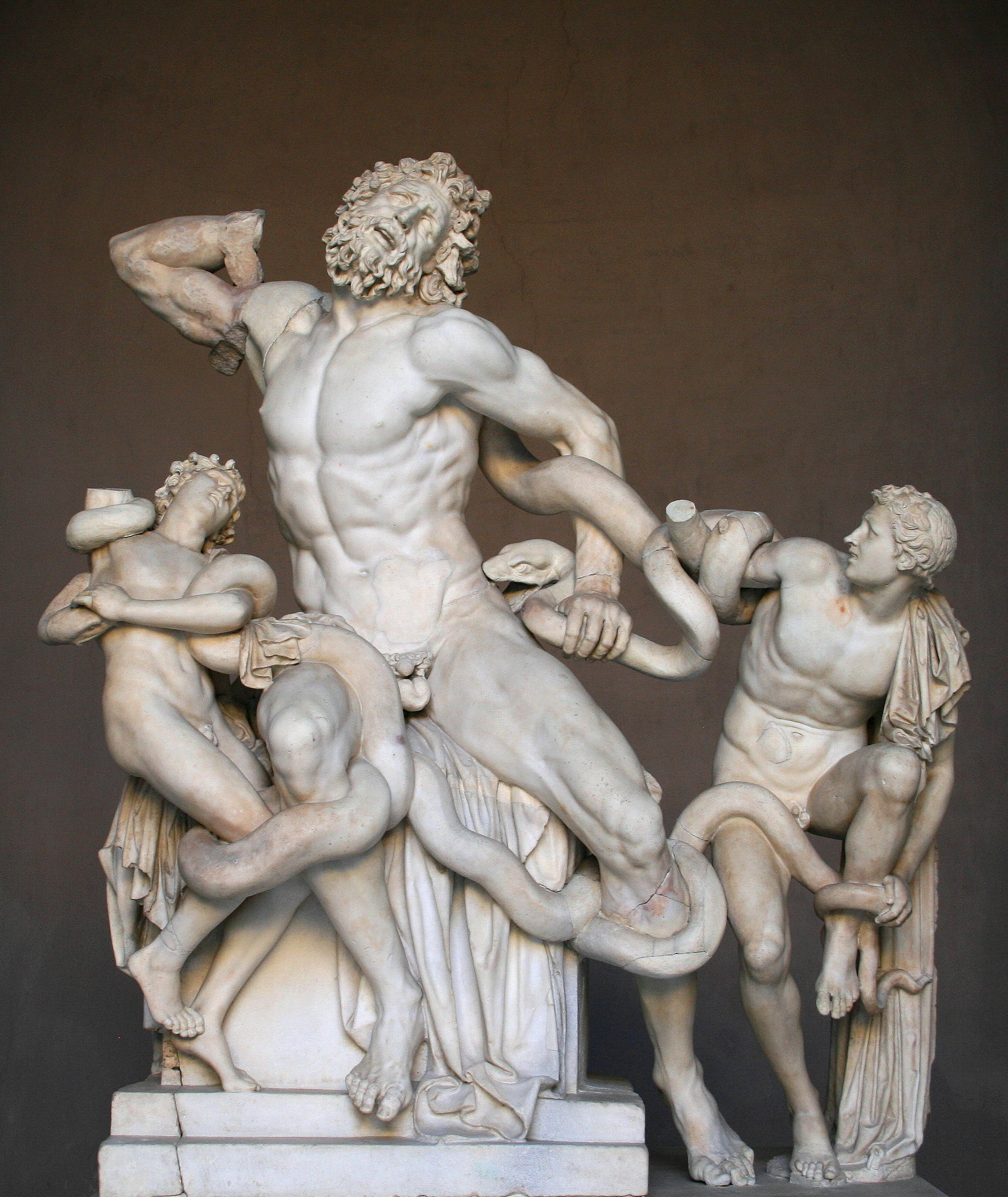
Grupo de Laocoonte e os seus filhos

Polidoro de Rodes (em grego clássico: Πολύδωρος; romaniz.: Polýdoros; em latim: Polydorus) foi um proeminente escultor grego nascido na ilha de Rodes. Segundo Plínio, é-lhe atribuída, juntamente com Agesandro e Atenodoro, a execução do famoso Grupo de Laocoonte, e inclusive poderia até ser ele o filho de Agesandro. A sua época não está bem estabelecida, mas pensa-se que teria vivido no século II a.C.. Plínio menciona um artista do mesmo nome, que trabalhava em bronze e fazia estátuas de athletas et armates et venatores sacrificantesque. (História Natural xxxiv. 8. s. 19. § 34.).